# Johannes Hoorn
Johannes Hoorn (Lutjegast, 2 oktober 1949 – aldaar, 10 januari 2013) was predikant van de Gereformeerde Kerk te Grootegast. Deze kerk maakte deel uit van de Gereformeerde Kerken (vrijgemaakt) tot aan haar Afscheiding in 1986, die volgde op de veroordeling van het gevoelen van ds. Hoorn inzake artikel 28 van de Nederlandse Geloofsbelijdenis door de Generale Synode van Heemse (1984-1985). 

## Geschil met de Generale Synode van de Gereformeerde Kerken (vrijgemaakt)
Ds. Hoorn zag zich als gereformeerd predikant gebonden aan wat geschreven staat in de Heilige Schrift en de gereformeerde belijdenis, maar had moeite met een gangbare interpretatie van artikel 28 van de Nederlandse Geloofsbelijdenis. Volgens deze interpretatie leert dit artikel dat er gelovigen buiten de kerk zijn, die zich nog bij de kerk moeten voegen door het doen van de juiste kerkkeuze. Toen de classis Grootegast van 1983 uitsprak: "Artikel 28 van de N.G.B. gaat er duidelijk vanuit, dat er gelovigen zijn buiten de Kerk, daar zij worden opgeroepen zich bij de Kerk te voegen", stelde ds. Hoorn hiertegenover: "Dit artikel zegt niet, dat er gelovigen zijn, die zich niet bij de kerk voegen, maar zegt, dat alle gelovigen zich bij de kerk moeten voegen. Het zegt ook niet, dat alle gelovigen, die buiten de kerk zijn, zich daarbij moeten voegen. En als motief voor het feit, dat men zich bij de kerk moet voegen, voert artikel 28 niet aan: omdat men buiten de kerk verkeert, maar: omdat er buiten de kerk geen zaligheid is."
Dit liet hij volgen door een opsomming van 9 overwegingen bij artikel 28, waaruit hij de conclusie trok "dat het niet behoort tot de leer der kerk in artikel 28 van de N.G.B., dat er ware gelovigen zijn buiten de kerk, ware gelovigen, die zich niet bij de kerk voegen. Een classis binnen de Gereformeerde Kerken in Nederland behoort ambtsdragers in haar ressort niet te binden aan datgene, waarvan volgens haar artikel 28 van de N.G.B. uitgaat, maar aan datgene, wat in dit artikel zelf staat geschreven; aan niets meer en aan niets minder dan dat. In het andere geval loopt men het gevaar het katholieke geloof te binden aan eigen wijsheid in plaats van ernaar te jagen om samen met al de heiligen te vatten hoe groot de breedte en lengte en hoogte en diepte is, en te kennen de liefde van Christus, die de kennis te boven gaat (vgl. Efe. 3)."
Een meerderheid binnen de kerkenraad van de Gereformeerde Kerk te Grootegast beschouwde de zienswijze van dominee Hoorn als in strijd met Schrift en belijdenis, en bracht het daarom ter toetsing op de Generale Synode van Heemse (1984-1985). Deze synode was het eens met de classis die 'gelovigen buiten de kerk' tot uitgangspunt van artikel 28 verklaarde. Ze achtte Christus "door zijn Geest en Woord in zijn voortdurende arbeid breder bezig dan wij dikwijls kunnen opmerken" en sprak daarom uit dat "in het gevoelen van ds. Hoorn aan de breedheid van Christus' werk en aan Gods barmhartigheid in het vergaderen van de kerk op onaanvaardbare wijze tekort wordt gedaan. Daarom behoort ds. Hoorn dit gevoelen als in strijd met Schrift en belijdenis publiek te herroepen."
Ds. Hoorn weigerde echter zijn gevoelen te herroepen. Volgens hem had de synode allerminst aangetoond dat hij in strijd kwam met wat in Schrift en belijdenis staat uitgedrukt, maar baseerde zij zich slechts op een interpretatie van wat geschreven staat. Vanwege deze weigering werd ds. Hoorn door zijn kerkenraad in 1984 geschorst en in 1985 afgezet. In 1986 ging een deel van de gemeente over tot Afscheiding. Ds. Hoorn diende de afgescheiden kerk tot aan zijn overlijden in 2013.